# Erzbistum Concepción
Das Erzbistum Concepción (lat.: Archidioecesis Sanctissimae Conceptionis) ist eine in Chile gelegene römisch-katholische Erzdiözese mit Sitz in Concepción.
Am 22. März 1563 wurde aus dem Gebiet des Bistums Santiago de Chile das Bistum La Imperial herausgenommen und als eigenständiges Bistum errichtet. 1603 wurde dieses umbenannt in Bistum Concepción. Am 20. Mai 1939 wurde das Bistum zum Erzbistum erhoben.
Das Erzbistum ist Träger der Universidad Católica de la Santísima Concepción.

## Weblinks

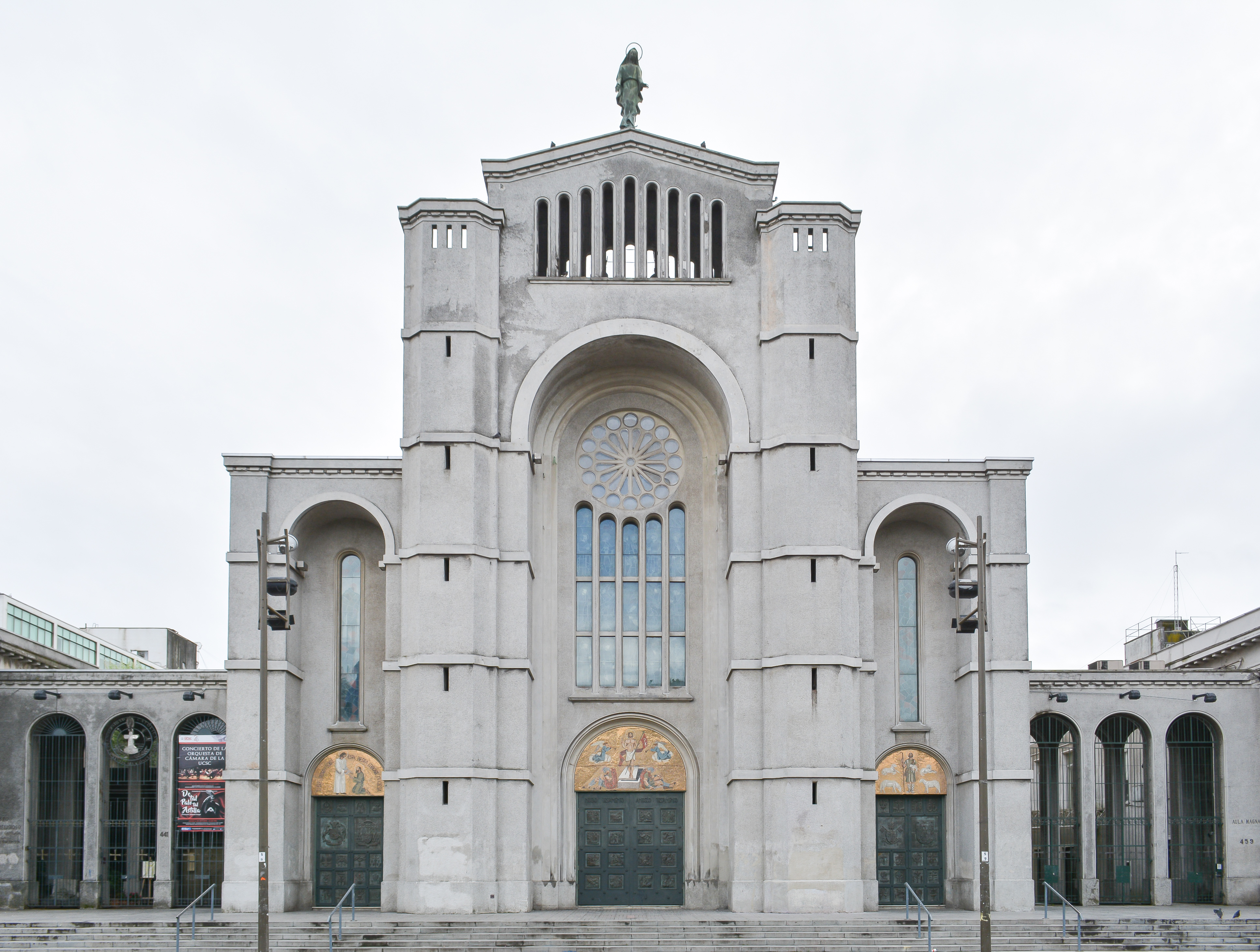
Kathedrale in Concepción